# Народно читалище „Зора – 1927“
Народно читалище „Зора – 1927“ в село Винарово, община Ново село, област Видин, е създадено от местни селяни и учители през 1927 г.
Оттогава читалището не е прекратявало дейността си. През годините сменя своето местонахождение няколко пъти в частни и обществени сгради. Намира се понастоящем на втория етаж в сградата на кметството на селото. Това спомага и за по-голяма посещаемост.
Читалището е съорганизитор на фолклорния събор „Бащино огнище с корени вековни“, който се провежда в последната седмица на август всяка година и има за цел съхраняване, популяризиране и предаване на поколенията на спастреното фолклорно и етнографско богатство на родния край.